# Icke-smittsam sjukdom
En icke-smittsamma sjukdom (ibland. icke-överförbar sjukdom, eller engelska non-communicable disease – NCD) är ett medicinskt tillstånd eller sjukdom som inte orsakas av smittämnen (icke-smittsamma eller icke-överförbar). Icke smittsamma sjukdomar som begrepp kan inbegripa kroniska sjukdomar som varar under lång tid och utvecklas långsamt. Ibland kan icke-smittsamma sjukdomar förlöpa snabbt och orsaka död, exempelvis vid vissa autoimmuna sjukdomar, hjärtsjukdomar, stroke, cancer, diabetes, kronisk njursjukdom, osteoporos, Alzheimers sjukdom, m.fl. Begreppet anses ibland vara synonymt med "kroniska sjukdomar", men icke-smittsamma sjukdomar skiljer sig genom att de har en icke-infektiös orsak, och skiljer sig inte nödvändigtvis genom sin varaktighet, och vissa kroniska sjukdomar med lång varaktighet kan även orsakas av infektioner.
Icke-smittsamma sjukdom är den vanligaste dödsorsaken globalt. År 2012 var de orsak till 68% av alla dödsfall (38 miljoner), en ökning från 60% år 2000. Ungefär hälften av dödsfallen skedde innan 70 års ålder och hälften hos kvinnor. Riskfaktorer som livsstil och miljö ökar risken att drabbas av vissa icke-smittsamma sjukdomar. Varje år dör minst 5 miljoner människor dör på grund av rökning och 2,8 miljoner dör till följd av övervikt. Högt kolesterol står bakom ungefär 2,6 miljoner dödsfall och 7,5 miljoner dör till följd av högt blodtryck.